# Nález Ústavního soudu
Nález je typ rozhodnutí, které vydává Ústavní soud České republiky. Činí tak ve svých senátech i v plénu a rozhoduje jím ve věci samé. V ostatních věcech, zejména procesní povahy, rozhoduje usnesením. Jde tedy o obdobnou formu rozhodnutí, jakým je rozsudek obecných soudů.

## Forma nálezu
Každý nález obsahuje:
- záhlaví – jsou zde mj. označeni rozhodující soudci a projednávaná věc
- výrok (enunciát) – vyjadřuje samotné rozhodnutí Ústavního soudu
- odůvodnění – obsahuje rekapitulaci řízení a úvahy soudu, které jej vedly k rozhodnutí (ratio decidendi), případně i úvahy nad rámec věci (obiter dictum)
- poučení, že se proti němu nelze odvolat

Návrh nálezu vypracovává tzv. soudce zpravodaj, pokud je však nakonec přijat návrh, který se podstatně liší od jeho návrhu, vypracuje jej jiný soudce. Nesouhlasící soudci mohou k nálezu připojit svůj tzv. disent.

## Vyhlašování a zveřejňování nálezu
Nálezy se vždy vyhlašují veřejně jménem republiky.
Každý nález se pak zveřejňuje jak v plné podobně na internetu v databázi NALUS, tak v každoročně vydávané Sbírce nálezů a usnesení Ústavního soudu, kde se však zveřejňuje jen jeho výrok a podstatná část odůvodnění. Určité významné nálezy se také zveřejňují ve Sbírce zákonů, jde především o rozhodnutí ve věcech návrhů na zrušení zákonů či jiných právních předpisů nebo jejich částí.

## Vykonatelnost nálezu
Podle čl. 89 odst. 2 Ústavy jsou vykonatelné nálezy Ústavního soudu závazné pro každého, jejich vykonatelnost ale závisí na věci, o které bylo rozhodováno. Pokud šlo o rozhodnutí ve věci návrhu na zrušení právního předpisu nebo jeho části, pak je rozhodnutí vykonatelné, až vyjde ve Sbírce zákonů. Nálezy ve věcech velezrady prezidenta republiky či jeho nezpůsobilosti vykonávat tento úřad a ve věcech mandátu poslanců a senátorů jsou vykonatelné už jejich veřejným vyhlášením, ostatní pak až doručením písemného vyhotovení účastníkům řízení.